# Taváscia

Taváscia

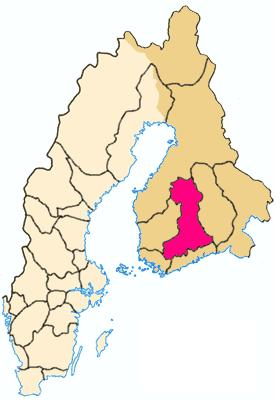
A província histórica de Taváscia no Reino da Suécia do século XVII

Taváscia (em finlandês: Häme; em sueco: Tavastland; em latim: Tavastia em russo: Emi ou Yemi) é uma província histórica do sul da Finlândia.